# Maria Laura Rocca
Maria Laura Rocca (Pasian di Prato, 1917. október 5. – Róma, 1999. május 6.) olasz írónő, színésznő.

## Élete
Maria Laura Gayno néven született, serdülőkorát Genovában, anyja szülővárosában töltötte.  Fiatalon néhány drámában mint amatőr színésznő lépett fel, ezután színművészetet tanult Teresa Franchini mellett, akivel közösen 30 éves korában debütált a színpadon mint profi színésznő. Elsősorban kaland- és ókori történelmi filmekben játszott, néha Manuela Kent néven. Az 1960-as évek közepén visszavonult a színészettől. 1959-ben jelent meg Cina senza muraglia című regénye. 1969-ben készítette el a  L'inafferrabile invincibile Mr. Invisibile című olasz tudományos-fantasztikus film forgatókönyvét, Mary Eller (M. Eller) álnéven, e műve a film premierje után egy évvel, 1970-ben kisregény-változatban került az olvasók elé. E munkája magyarul is megjelent a Delfin könyvek sorozatban 1973-ban A láthatatlan professzor címmel. 
1939-ben ment feleségül Giuseppe Bisazzához, egy fiuk született, Oreste. A második világháborúban megözvegyült, második férjével, a kommunista politikus Umberto Terracinivel 1948-ban kötött házasságot. Hosszú betegség után egy római klinikán hunyt el 81 éves korában.

## Filmszerepei
- Totò cerca moglie, (1950)
- Achtung! Banditi!, (1951)
- Art. 519 codice penale, (1952)
- Disonorata (senza colpa), (1953)
- Ai margini della metropoli, (1953)
- Per salvarti ho peccato, (1953)
- Canzone d'amore, (1954)
- Una pelliccia di visone, (1956)
- Caterina Sforza, la leonessa di Romagna, (1959)
- Un amore a Roma, (1960)
- L'oro di Roma, (1961)
- L'ira di Achille, (1962)
- Venere imperiale, (1963)
- Il crollo di Roma, (1963)
- L'ultimo gladiatore, (1964)
- La sfinge sorride prima di morire – Stop Londra, (1964)
- Oltraggio al pudore, (1964)
- Lo scippo, (1965)
- L'uomo di Toledo, (1965)
- Te lo leggo negli occhi, (1966)

## Fordítás
- Ez a szócikk részben vagy egészben  a   Maria Laura Rocca című angol Wikipédia-szócikk ezen változatának fordításán alapul.  Az eredeti cikk szerkesztőit annak laptörténete sorolja fel. Ez a jelzés csupán a megfogalmazás eredetét és a szerzői jogokat jelzi, nem szolgál a cikkben szereplő információk forrásmegjelöléseként.